# بیچس کورنرز (ویسکانسین)
بیچس کورنرز (به انگلیسی: Beaches Corners) یک منطقهٔ مسکونی در ایالات متحده آمریکا است که در Ettrick واقع شده‌است. بیچس کورنرز ۲۴۵٫۰۶ متر بالاتر از سطح دریا واقع شده‌است.